# Дерзенов
Дерзенов (нем. Dersenow) — община в Германии, в земле Мекленбург-Передняя Померания.
Входит в состав района Людвигслуст. Подчиняется управлению Бойценбург-Ланд.  Население составляет 456 человек (на 31 декабря 2010 года). Занимает площадь 22,51 км².
Коммуна подразделяется на 5 сельских округов.